# Канадский музей истории
Канадский музей истории, ранее Канадский музей цивилизации (англ. Canadian Museum of History, фр. Musée canadien de l'histoire) — крупнейший исторический музей Канады. Находится на улице Лорье в г. Гатино (Квебек) через реку от столицы Канады, Оттавы, однако традиционно также входит в систему музеев Оттавы: в частности, он включён в число 9 музеев, которые можно посетить по недельному семейному оттавскому музейному билету.

## История
Музей был образован в 1968 году в результате разделения Канадского музея на Музей природы и Музей человека. С 1986 года до 12 декабря 2013 года носил название Канадский музей цивилизации. В нынешнем здании с 1989 года (арх. Дуглас Кардинал).

## Экспозиция
Подразделениями музея являются Музей почты и Детский музей. Постоянная экспозиция включает залы, посвящённые культурам коренных народов, а также истории Канады со времён европейской колонизации и до настоящего времени. Собрание музея насчитывает более миллиона предметов.

Экспонаты Музея истории
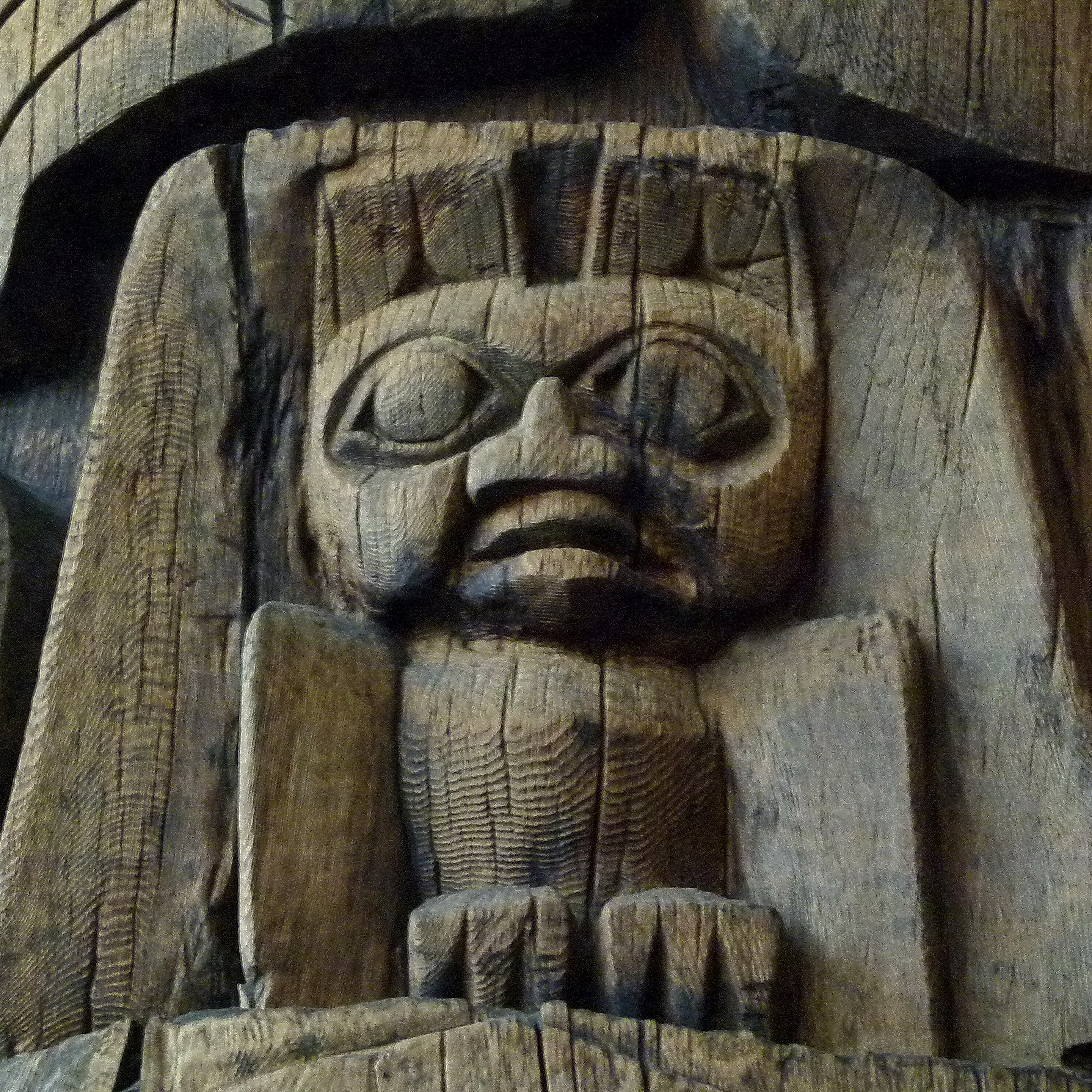
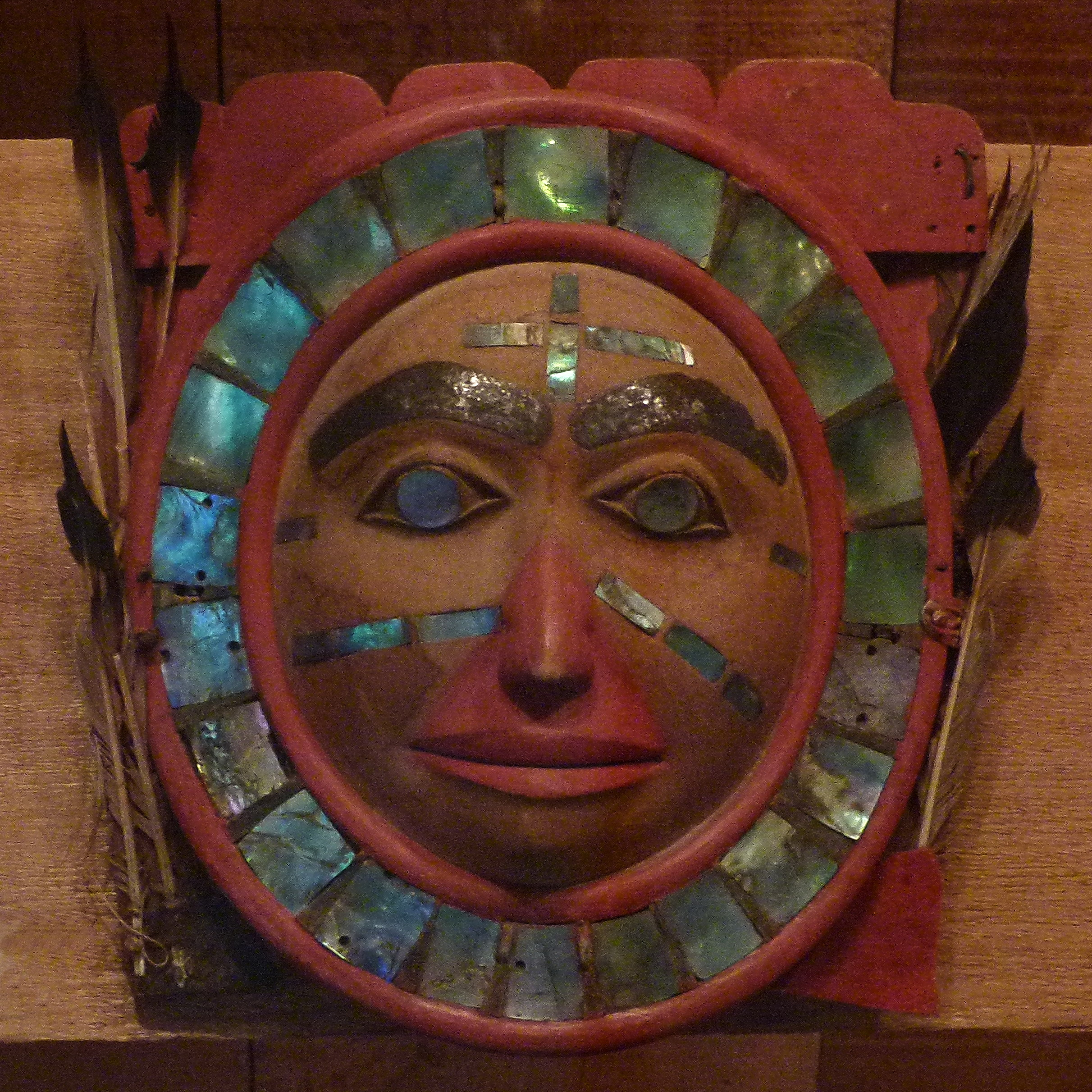
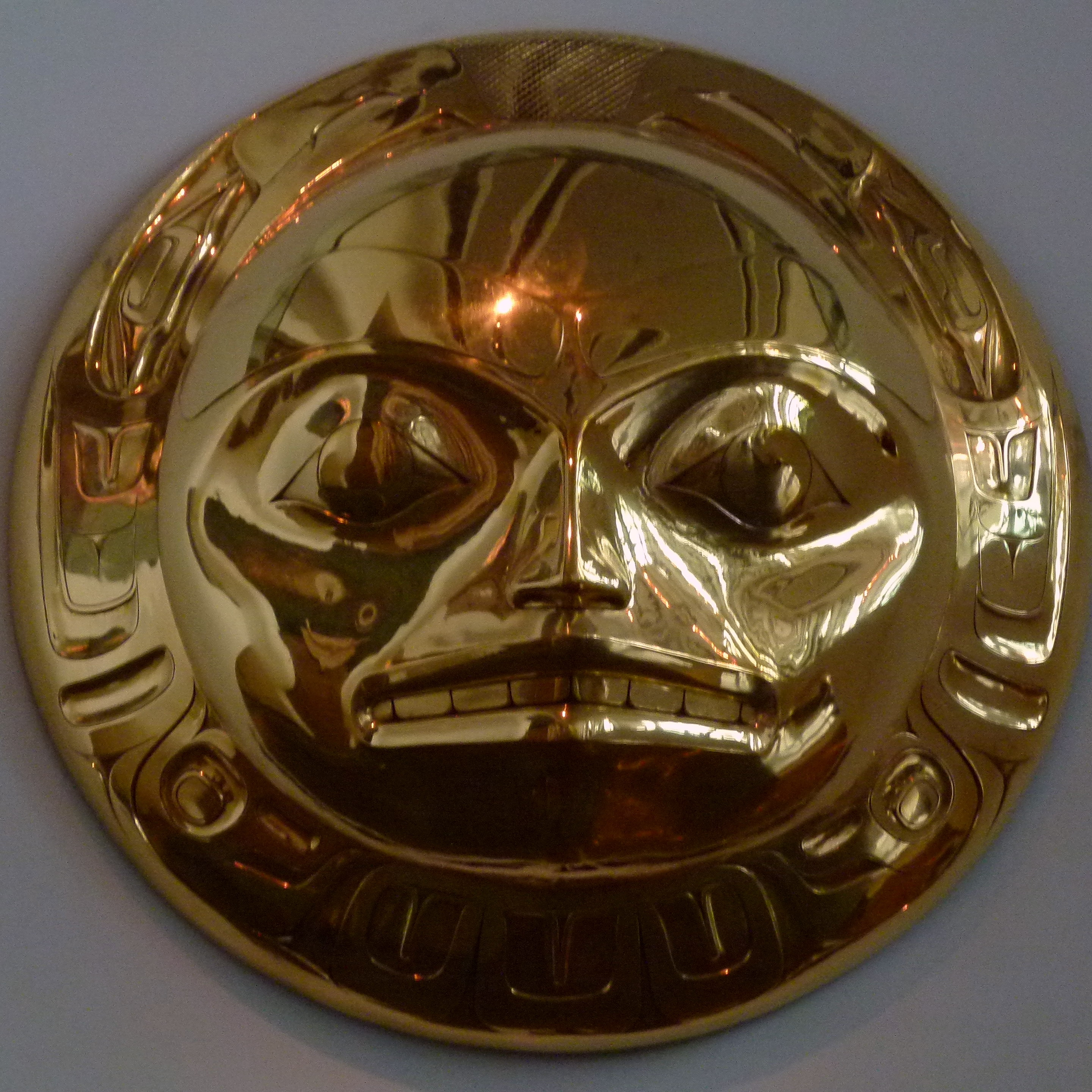
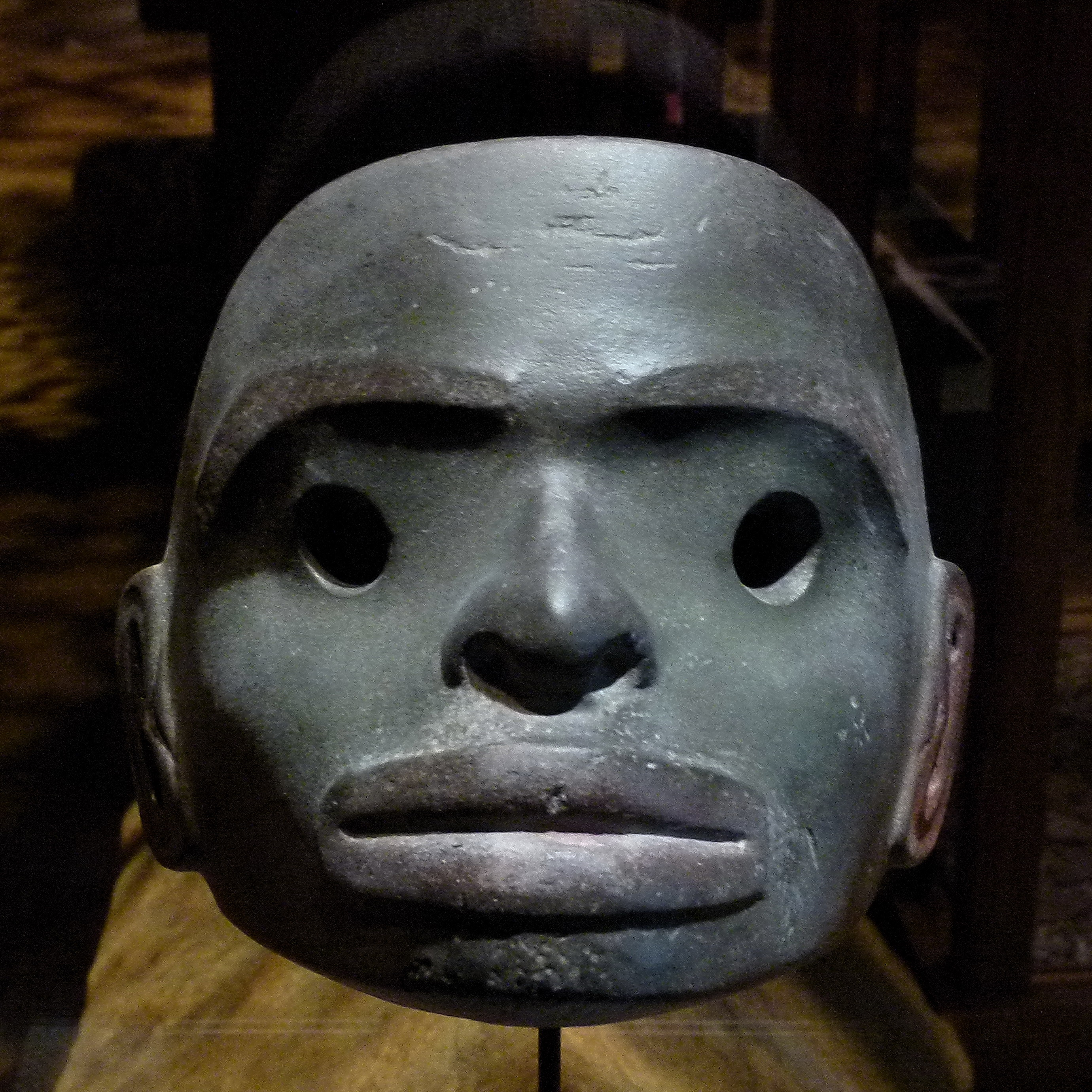